# Báthy Anna
Báthy Anna 1927-ig Stampf Anna/Anette Katalin, férjezett nevén Richter Ferencné, majd Szaszovszky Ottóné (Beregszász, 1901. június 13. – Budapest, 1962. május 14.) opera-énekesnő (szoprán).

## Életpályája

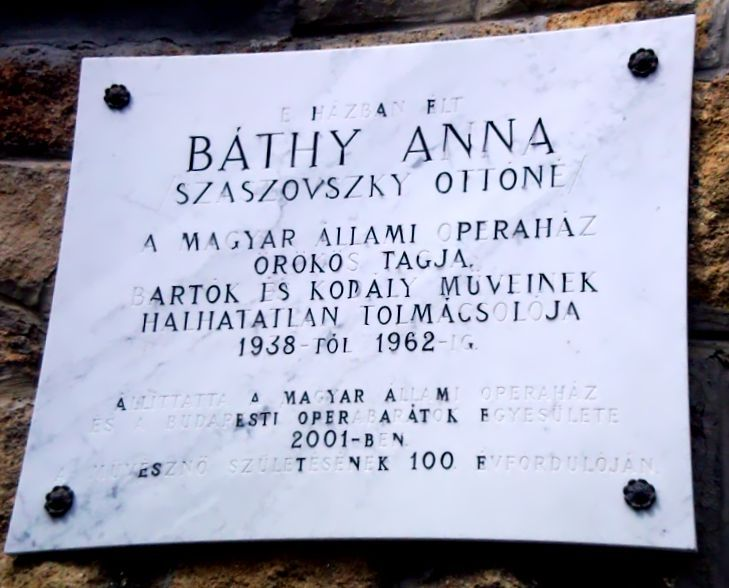
Emléktáblája: Határőr út 37.

Családja Sopronból származik. Édesapja, Stampf Gyula a Soproni Királyi Törvényszék elnöke volt. Édesanyja Báthy Ilona volt, az ő nevét használta pályáján. Ilona testvére szintén Báthy néven zongoratanár volt. Nagybátyja Báthy László (1869-ig Sztruhár; 1861-1933) kanonok, a Felsőház tagja volt.
Az elemi iskolát szülővárosában végezte. Tehetségét egy városban élő tanár, bizonyos Max Bacsinszky egyik rokona fedezte fel, aki korábban Bécsben opera-énekesnő volt. Gimnáziumba Sopronban járt.
Apja sokáig ellenezte, hogy legkisebbik leánya Budapestre színésznőnek menjen tanulni, de végül is beadta a derekát. A Zeneművészeti Főiskolán Maleczki Bianka tanítványa volt. Az évzáró növendék-előadáson Verdi Aida című operájából a címszereplő Nílus-parti jelenetét énekelte. 1927-től a budapesti Városi Színházban énekelt, majd 1929-ben az operaház szerződtette. 1929. december 30-án mutatkozott be Verdi Álarcosbáljának Amélia szerepében. A korabeli sajtó elragadtatással írt debütálásáról. Báthy Anna több mint harminc éven át volt a Magyar Operaház legrangosabb énekesnője, 1955-ben a társulat örökös tagjává választották. Gyakran vendégszerepelt külföldön: Bécsben, Barcelonában, Hamburgban, Salzburgban, Párizsban, Brüsszelben, Münchenben, Firenzében, Bayreuthban. Különösképpen Bartók és Kodály műveinek előadásával ért el nagy sikereket, de énekelt Bach-, Beethoven-, Mozart-műveket is. 

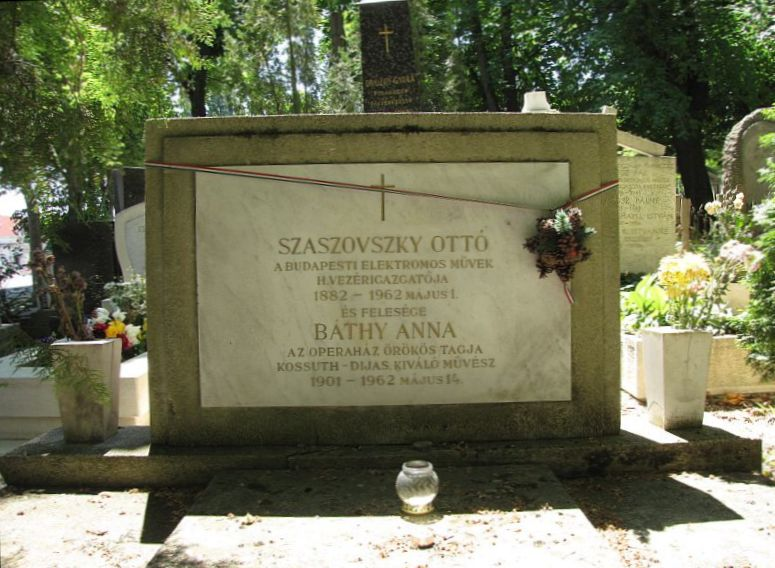
Báthy Anna sírja Budapesten. Farkasréti temető: 1-1-415/416.

1928-ban férjhez ment Rimaszéky/Richter Béla építészmérnökhöz, akitől azonban hamarosan elvált és Szaszovszky Ottóhoz, az Indiát is megjárt villamosmérnökhöz ment férjhez. 1962. május 14-én hunyt el. Hamvait a budapesti Farkasréti temetőben helyezték örök nyugalomra.
2012-ben szülővárosában a Beregszászért Alapítvány felavatta emléktábláját, amelynek bronz domborműve Balogh Géza nyíregyházi szobrász alkotása.

## Fontosabb szerepei
- Beethoven: Fidelio – Fidelio
- Borogyin: Igor herceg – Jaroszlavna
- Csajkovszkij: Anyegin – Tatjána
- Erkel: Hunyadi László – Erzsébet
- Gounod: Faust – Margit
- Gluck: Iphigénia Auliszban – Iphigénia
- Kodály: Háry János – császárné
- Kodály: Székely fonó – a leány
- Hubay: Anna Karenina – Anna Karenina
- Mozart: Figaro házassága – grófnő
- Mozart: A varázsfuvola – Pamina
- Mozart: Don Giovanni – Donna Anna
- Mozart: Così fan tutte – Dorabella
- Puccini: Angelica nővér – Angelica
- Richard Strauss: A rózsalovag – Octavian
- Richard Strauss : Az egyiptomi Heléna – Aithra
- Richard Strauss: Arabella – Arabella
- Verdi: Aida – Aida
- Verdi: Ernani – Elvira
- Verdi: A trubadúr – Leonora
- Verdi: Otello – Desdemona
- Verdi: Don Carlos – Erzsébet
- Wagner: Lohengrin – Elza
- Wagner: A walkür – Sieglinde
- Wagner: A nürnbergi mesterdalnokok – Éva
- Wagner: A bolygó hollandi – Senta
- Wagner: Trisztán és Izolda – Izolda

## Díjai
- Kiváló művész (1950)
- Magyar Népköztársasági Érdemrend, V. fokozat (1951)
- Munka Érdemrend (1954)
- Kossuth-díj (1954)